# Liga dos Campeões da CONCACAF de 2014–15
A Liga dos Campeões da CONCACAF de 2014–15 foi a 7ª edição da Liga dos Campeões da CONCACAF em seu formato atual e a 50ª edição incluindo os torneios anteriores. Como campeão o América irá representar a CONCACAF na Copa do Mundo de Clubes da FIFA de 2015.

## Qualificação
Vinte quatro equipes participaram da Liga dos Campeões da CONCACAF: nove da Zona Norte-Americana, doze da Zona Centro-Americana e três da Zona Caribenha.

## Equipes classificadas
| México 4 vagas             | León                   | Campeão – Torneio Apertura de 2013 Campeão – Torneio Clausura de 2014           | 1ª | –       |
| México 4 vagas             | América                | Vice-campeão – Torneio Apertura de 2013                                         | 2ª | 2013–14 |
| México 4 vagas             | Pachuca                | Vice-campeão – Torneio Clausura de 2014                                         | 2ª | 2009–10 |
| México 4 vagas             | Cruz Azul              | Não-finalista com a melhor campanha no Clausura 2014                            | 5ª | 2013–14 |
| Estados Unidos 4 vagas     | Sporting Kansas City   | Campeão – MLS Cup de 2013                                                       | 2ª | 2013–14 |
| Estados Unidos 4 vagas     | New York Red Bulls     | Campeão – MLS Supporters' Shield de 2013                                        | 2ª | 2009–10 |
| Estados Unidos 4 vagas     | Portland Timbers       | Campeão de Conferência que não foi o campeão da MLS Supporters' Shield de 2013. | 1ª | –       |
| Estados Unidos 4 vagas     | D.C. United            | Campeão – Copa dos Estados Unidos de 2013                                       | 3ª | 2009–10 |
| Canadá 1 vaga              | Montreal Impact        | Campeão – Campeonato Canadense de Futebol de 2014                               | 3ª | 2013–14 |
| América Central (12 times) |                        |                                                                                 |    |         |
| Costa Rica 3 vagas[C]      | Alajuelense            | Campeão – Torneio Invierno de 2013                                              | 5ª | 2013–14 |
| Costa Rica 3 vagas[C]      | Saprissa               | Campeão – Torneio Verano de 2014                                                | 4ª | 2010–11 |
| Costa Rica 3 vagas[C]      | Herediano              | Vice-campeão – Torneio Invierno de 2013                                         | 5ª | 2013–14 |
| Honduras 2 vagas           | Real España            | Campeão – Torneio Apertura de 2013                                              | 3ª | 2011–12 |
| Honduras 2 vagas           | Olimpia                | Campeão – Torneio Clausura de 2014                                              | 7ª | 2013–14 |
| Guatemala 2 vagas          | Comunicaciones         | Campeão – Torneio Apertura de 2013 Campeão – Torneio Clausura de 2014           | 4ª | 2013–14 |
| Guatemala 2 vagas          | Municipal              | Vice-campeão com a melhor campanha na temporada 2013–14                         | 5ª | 2012–13 |
| Panamá 2 vagas             | Tauro                  | Campeão – Torneio Apertura de 2013                                              | 5ª | 2012–13 |
| Panamá 2 vagas             | Chorrillo              | Campeão – Torneio Clausura de 2014                                              | 2ª | 2012–13 |
| El Salvador 2 vagas        | Isidro Metapán         | Campeão – Torneio Apertura de 2013 Campeão – Torneio Clausura de 2013           | 7ª | 2013–14 |
| El Salvador 2 vagas        | FAS                    | Vice-campeão com a melhor campanha na temporada 2013–14                         | 3ª | 2012–13 |
| Nicarágua 1 vaga           | Real Estelí            | Campeão com a melhor campanha na temporada 2013–14                              | 5ª | 2013–14 |
| Caribe (3 times)           |                        |                                                                                 |    |         |
| Porto Rico                 | Puerto Rico Bayamón FC | Vencedor – Grupo 1 do Campeonato de Clubes da CFU de 2014[A]                    | 1ª | –       |
| Jamaica                    | Waterhouse             | Vencedor – Grupo 2 do Campeonato de Clubes da CFU de 2014[A]                    | 1ª | –       |
| Guiana                     | Alpha United           | Vencedor – Grupo 3 do Campeonato de Clubes da CFU de 2014[A]                    | 2ª | 2011–12 |

Notas
- A. ^  Em 31 de março, a CFU anunciou que o Valencia, que recebeu vaga direta para a semifinal, não pode participar da competição após a Federação Haitiana de Futebol confirmar de que a equipe não era um membro ativo da federação. Após consultar a CONCACAF e os outros três vencedores da primeira fase, foi decidido que o Bayamón FC, Waterhouse e o Alpha United serão os representantes da CFU na Liga dos Campeões da CONCACAF de 2014–15, sujeito aos clubes que cumpram os requisitos mínimos para participação. Além disso, a fase final foi cancelada para economizar despesas para as três equipes.[1]

- C. ^  Em 12 de agosto de 2014 a CONCACAF anunciou que o Belmopan Bandits representante de Belize foi retirado da competição após o Estádio FFB em Belmopan não cumprir os requisitos mínimos pedidos pela CONCACAF. Desta maneira a vaga de Belize foi realocada para a Costa Rica baseado nos resultados da Liga dos Campeões da CONCACAF de 2013–14, e assim foi dada ao Herediano.[2]

## Sorteio
As 24 equipes são distribuídas em oito grupos com três equipes cada, com cada grupo contendo uma equipe de cada pote cada. A alocação é baseada em cada associação nacional. Equipes do mesmo país não podem ser sorteados no mesmo grupo.
| Pote A       | Pote A                 | Pote A               | Pote A             |
| ------------ | ---------------------- | -------------------- | ------------------ |
| León         | Pachuca                | Sporting Kansas City | New York Red Bulls |
| Alajuelense  | Olimpia                | Comunicaciones       | Tauro              |
| Pote B       |                        |                      |                    |
| América      | Cruz Azul              | Portland Timbers     | D.C. United        |
| Saprissa     | Real España            | Isidro Metapán       | Montreal Impact[B] |
| Pote C       |                        |                      |                    |
| Municipal    | FAS                    | Chorrillo            | Real Estelí        |
| Herediano[‡] | Puerto Rico Bayamón FC | Waterhouse           | Alpha United       |

B. ^  Não definido à época do sorteio.
‡. ^  A equipe do Belmopan Bandits de Belize entrou no sorteio, mas foi substituída pelo Herediano da Costa Rica após falhar nos requisitos mínimos do estádio.

## Calendário
O calendário para a competição é o seguinte:
| Rodada         | Rodada           | Partida de ida             | Partida de volta          |
| -------------- | ---------------- | -------------------------- | ------------------------- |
| Fase de grupos | 1ª Rodada        | 5–7 de agosto de 2014      | 5–7 de agosto de 2014     |
| Fase de grupos | 2ª Rodada        | 19–21 de agosto de 2014    | 19–21 de agosto de 2014   |
| Fase de grupos | 3ª Rodada        | 26–28 de agosto de 2014    | 26–28 de agosto de 2014   |
| Fase de grupos | 4ª Rodada        | 16–18 de setembro de 2014  | 16–18 de setembro de 2014 |
| Fase de grupos | 5ª Rodada        | 23–25 de setembro de 2014  | 23–25 de setembro de 2014 |
| Fase de grupos | 6ª Rodada        | 21–23 de outubro de 2014   | 21–23 de outubro de 2014  |
| Fase final     | Quartas-de-final | 24–26 de fevereiro de 2015 | 3–5 de março de 2015      |
| Fase final     | Semifinais       | 17–19 de março de 2015     | 7–9 de abril de 2015      |
| Fase final     | Finais           | 22 de abril de 2015        | 29 de abril de 2015       |

## Fase de grupos
O sorteio para esta fase foi realizado em 28 de maio de 2014.

### Grupo 1
| Pos. | Equipe      | Pts | J | V | E | D | GP | GC | SG |
| ---- | ----------- | --- | - | - | - | - | -- | -- | -- |
| 1    | Pachuca     | 9   | 4 | 3 | 0 | 1 | 17 | 8  | +9 |
| 2    | Municipal   | 4   | 4 | 1 | 1 | 2 | 8  | 12 | –4 |
| 3    | Real España | 4   | 4 | 1 | 1 | 2 | 5  | 10 | –5 |

|             | MUN | PAC | ESP |
| ----------- | --- | --- | --- |
| Municipal   | —   | 3–7 | 3–0 |
| Pachuca     | 4–1 | —   | 4–1 |
| Real España | 1–1 | 3–2 | —   |

### Grupo 2
| Pos. | Equipe               | Pts | J | V | E | D | GP | GC | SG |
| ---- | -------------------- | --- | - | - | - | - | -- | -- | -- |
| 1    | Saprissa             | 7   | 4 | 2 | 1 | 1 | 7  | 4  | +3 |
| 2    | Sporting Kansas City | 7   | 4 | 2 | 1 | 1 | 7  | 4  | +3 |
| 3    | Real Estelí          | 2   | 4 | 0 | 2 | 2 | 2  | 8  | –6 |

|                      | EST | SAP | KC  |
| -------------------- | --- | --- | --- |
| Real Estelí          | —   | 1–1 | 1–1 |
| Saprissa             | 3–0 | —   | 2–0 |
| Sporting Kansas City | 3–0 | 3–1 | —   |

### Grupo 3
| Pos. | Equipe             | Pts | J | V | E | D | GP | GC | SG |
| ---- | ------------------ | --- | - | - | - | - | -- | -- | -- |
| 1    | Montreal Impact    | 10  | 4 | 3 | 1 | 0 | 6  | 2  | +4 |
| 2    | New York Red Bulls | 5   | 4 | 1 | 2 | 1 | 3  | 2  | +1 |
| 3    | FAS                | 1   | 4 | 0 | 1 | 3 | 1  | 6  | –5 |

|                    | FAS | MTL | NY  |
| ------------------ | --- | --- | --- |
| FAS                | —   | 2–3 | 0–0 |
| Montreal Impact    | 1–0 | —   | 1–0 |
| New York Red Bulls | 2–0 | 1–1 | —   |

### Grupo 4
| Pos. | Equipe      | Pts | J | V | E | D | GP | GC | SG |
| ---- | ----------- | --- | - | - | - | - | -- | -- | -- |
| 1    | D.C. United | 12  | 4 | 4 | 0 | 0 | 6  | 1  | +5 |
| 2    | Waterhouse  | 6   | 4 | 2 | 0 | 2 | 7  | 5  | +2 |
| 3    | Tauro       | 0   | 4 | 0 | 0 | 4 | 2  | 9  | –7 |

|             | DC  | TAU | WAT |
| ----------- | --- | --- | --- |
| D.C. United | —   | 2–0 | 1–0 |
| Tauro       | 0–1 | —   | 1–2 |
| Waterhouse  | 1–2 | 4–1 | —   |

### Grupo 5
| Pos. | Equipe           | Pts | J | V | E | D | GP | GC | SG  |
| ---- | ---------------- | --- | - | - | - | - | -- | -- | --- |
| 1    | Olimpia          | 9   | 4 | 3 | 0 | 1 | 12 | 5  | +7  |
| 2    | Portland Timbers | 9   | 4 | 3 | 0 | 1 | 15 | 6  | +9  |
| 3    | Alpha United     | 0   | 4 | 0 | 0 | 4 | 1  | 17 | –16 |

|                  | ALP | OLI | POR |
| ---------------- | --- | --- | --- |
| Alpha United     | —   | 0–1 | 1–4 |
| Olimpia          | 6–0 | —   | 3–1 |
| Portland Timbers | 6–0 | 4–2 | —   |

### Grupo 6
| Pos. | Equipe      | Pts | J | V | E | D | GP | GC | SG |
| ---- | ----------- | --- | - | - | - | - | -- | -- | -- |
| 1    | Alajuelense | 6   | 4 | 1 | 3 | 0 | 4  | 3  | +1 |
| 2    | Cruz Azul   | 5   | 4 | 1 | 2 | 1 | 5  | 3  | +2 |
| 3    | Chorrillo   | 4   | 4 | 1 | 1 | 2 | 2  | 5  | –3 |

|             | ALA | CHO | CA  |
| ----------- | --- | --- | --- |
| Alajuelense | —   | 1–0 | 1–1 |
| Chorrillo   | 1–1 | —   | 1–0 |
| Cruz Azul   | 1–1 | 3–0 | —   |

### Grupo 7
| Pos. | Equipe         | Pts | J | V | E | D | GP | GC | SG  |
| ---- | -------------- | --- | - | - | - | - | -- | -- | --- |
| 1    | Herediano      | 10  | 4 | 3 | 1 | 0 | 11 | 4  | +7  |
| 2    | León           | 7   | 4 | 2 | 1 | 1 | 10 | 6  | +4  |
| 3    | Isidro Metapán | 0   | 4 | 0 | 0 | 4 | 5  | 16 | –11 |

|                | HER | MET | LEO |
| -------------- | --- | --- | --- |
| Herediano      | —   | 4–0 | 2–1 |
| Isidro Metapán | 2–4 | —   | 2–4 |
| León           | 1–1 | 4–1 | —   |

### Grupo 8
| Pos. | Equipe                 | Pts | J | V | E | D | GP | GC | SG  |
| ---- | ---------------------- | --- | - | - | - | - | -- | -- | --- |
| 1    | América                | 10  | 4 | 3 | 1 | 0 | 19 | 3  | +16 |
| 2    | Comunicaciones         | 7   | 4 | 2 | 1 | 1 | 8  | 3  | +5  |
| 3    | Puerto Rico Bayamón FC | 0   | 4 | 0 | 0 | 4 | 2  | 23 | –21 |

|                        | AME  | COM | BAY |
| ---------------------- | ---- | --- | --- |
| América                | —    | 2–0 | 6–1 |
| Comunicaciones         | 1–1  | —   | 5–0 |
| Puerto Rico Bayamón FC | 1–10 | 0–2 | —   |

## Fase final

### Chaveamento
O chaveamento para a fase final é determinado pela classificação na fase de grupos. Os cruzamentos ocorrem da seguinte forma: 1º vs. 8º, 2º vs. 7º, 3º vs. 6º, 4º vs. 5º.
| Chave | Equipe          | P  | J | V | E | D | GP | GC | SG  |
| ----- | --------------- | -- | - | - | - | - | -- | -- | --- |
| 1     | D.C. United     | 12 | 4 | 4 | 0 | 0 | 6  | 1  | +5  |
| 2     | América         | 10 | 4 | 3 | 1 | 0 | 19 | 3  | +16 |
| 3     | Herediano       | 10 | 4 | 3 | 1 | 0 | 11 | 4  | +7  |
| 4     | Montreal Impact | 10 | 4 | 3 | 1 | 0 | 6  | 2  | +4  |
| 5     | Pachuca         | 9  | 4 | 3 | 0 | 1 | 17 | 8  | +9  |
| 6     | Olimpia         | 9  | 4 | 3 | 0 | 1 | 12 | 5  | +7  |
| 7     | Saprissa        | 7  | 4 | 2 | 1 | 1 | 7  | 4  | +3  |
| 8     | Alajuelense     | 6  | 4 | 1 | 3 | 0 | 4  | 3  | +1  |

## Esquema
|  | Quartas-de-final     | Quartas-de-final | Quartas-de-final | Quartas-de-final |   |                      | Semifinais               | Semifinais               | Semifinais               | Semifinais               |  |         | Final                     | Final                     | Final                     | Final                     |  |  |
|  |                      |                  |                  |                  |   |                      | 17 de março – 9 de abril | 17 de março – 9 de abril | 17 de março – 9 de abril | 17 de março – 9 de abril |  |         | 22 de abril – 29 de abril | 22 de abril – 29 de abril | 22 de abril – 29 de abril | 22 de abril – 29 de abril |  |  |
|  |                      |                  |                  |                  |   |                      |                          |                          |                          |                          |  |         |                           |                           |                           |                           |  |  |
|  | Olimpia              | 1                | 0                | 1                |   |                      |                          |                          |                          |                          |  |         |                           |                           |                           |                           |  |  |
|  | Herediano            | 1                | 2                | 3                |   |                      |                          |                          |                          |                          |  |         |                           |                           |                           |                           |  |  |
|  | Herediano            | 1                | 2                | 3                |   | Herediano            | 3                        | 0                        | 3                        |                          |  |         |                           |                           |                           |                           |  |  |
|  |                      |                  |                  |                  |   | Herediano            | 3                        | 0                        | 3                        |                          |  |         |                           |                           |                           |                           |  |  |
|  |                      | América          | 0                | 6                | 6 |                      |                          |                          |                          |                          |  |         |                           |                           |                           |                           |  |  |
|  | Saprissa             | América          | 0                | 6                | 6 | 0                    | 0                        | 0                        |                          |                          |  |         |                           |                           |                           |                           |  |  |
|  | Saprissa             |                  |                  |                  |   | 0                    | 0                        | 0                        |                          |                          |  |         |                           |                           |                           |                           |  |  |
|  | América              | 3                | 2                | 5                |   |                      |                          |                          |                          |                          |  |         |                           |                           |                           |                           |  |  |
|  | América              | 3                | 2                | 5                |   |                      |                          |                          |                          |                          |  | América | 1                         | 4                         | 5                         |                           |  |  |
|  |                      |                  |                  |                  |   |                      |                          |                          |                          |                          |  | América | 1                         | 4                         | 5                         |                           |  |  |
|  |                      | Montreal Impact  | 1                | 2                | 3 |                      |                          |                          |                          |                          |  |         |                           |                           |                           |                           |  |  |
|  | Pachuca              | Montreal Impact  | 1                | 2                | 3 | 2                    | 1                        | 3                        |                          |                          |  |         |                           |                           |                           |                           |  |  |
|  | Pachuca              |                  |                  |                  |   | 2                    | 1                        | 3                        |                          |                          |  |         |                           |                           |                           |                           |  |  |
|  | Montreal Impact (gf) | 2                | 1                | 3                |   |                      |                          |                          |                          |                          |  |         |                           |                           |                           |                           |  |  |
|  | Montreal Impact (gf) | 2                | 1                | 3                |   | Montreal Impact (gf) | 2                        | 2                        | 4                        |                          |  |         |                           |                           |                           |                           |  |  |
|  |                      |                  |                  |                  |   | Montreal Impact (gf) | 2                        | 2                        | 4                        |                          |  |         |                           |                           |                           |                           |  |  |
|  |                      | Alajuelense      | 0                | 4                | 4 |                      |                          |                          |                          |                          |  |         |                           |                           |                           |                           |  |  |
|  | Alajuelense          | Alajuelense      | 0                | 4                | 4 | 5                    | 1                        | 6                        |                          |                          |  |         |                           |                           |                           |                           |  |  |
|  | Alajuelense          |                  |                  |                  |   | 5                    | 1                        | 6                        |                          |                          |  |         |                           |                           |                           |                           |  |  |
|  | D.C. United          | 2                | 2                | 4                |   |                      |                          |                          |                          |                          |  |         |                           |                           |                           |                           |  |  |

### Quartas de final
| Equipe 1    | Total    | Equipe 2        | 1.º jogo | 2.º jogo |
| ----------- | -------- | --------------- | -------- | -------- |
| Alajuelense | 6–4      | D.C. United     | 5–2      | 1–2      |
| Saprissa    | 0–5      | América         | 0–3      | 0–2      |
| Olimpia     | 1–3      | Herediano       | 1–1      | 0–2      |
| Pachuca     | 3–3 (gf) | Montreal Impact | 2–2      | 1–1      |

### Semifinais
| Equipe 1        | Total    | Equipe 2    | 1.º jogo | 2.º jogo |
| --------------- | -------- | ----------- | -------- | -------- |
| Montreal Impact | 4–4 (gf) | Alajuelense | 2–0      | 2–4      |
| Herediano       | 3–6      | América     | 3–0      | 0–6      |

### Finais
| Equipe 1 | Total | Equipe 2        | 1.º jogo | 2.º jogo |
| -------- | ----- | --------------- | -------- | -------- |
| América  | 5–3   | Montreal Impact | 1–1      | 4–2      |

## Premiação
| Liga dos Campeões da CONCACAF de 2014–15 |
| México                                   |
| ---------------------------------------- |
| América Campeão (6º título)              |